# Бойко Григорій Євдокимович
Григорій Євдокимович Бойко (1918–1942) — старший лейтенант Робітничо-селянської Червоної Армії, учасник Великої Вітчизняної війни, Герой Радянського Союзу (1942).

## Біографія
Народився в 1918 році в селі Озерянівка (нині — Горлівська міська рада Донецької області України) в селянській родині.
Отримав неповну середню освіту, працював слюсарем на Горлівському машинобудівному заводі, одночасно навчався в аероклубі .
У 1938 році був призваний на службу в Робітничо-селянську Червону Армію. У 1940 році закінчив військово-авіаційну школу пілотів у Ворошиловграді (нині — Луганськ). З початку Великої Вітчизняної війни на її фронтах. До червня 1942 року старший лейтенант Г. Бойко командував ланкою 514-го окремого пікіруючого бомбардувального авіаполку Північно-Західного фронту .
До червня 1942 року здійснив 158 бойових вильотів на розвідку і бомбардування живої сили і техніки ворога. 7 червня 1942 року, виконуючи бойове завдання, загинув.

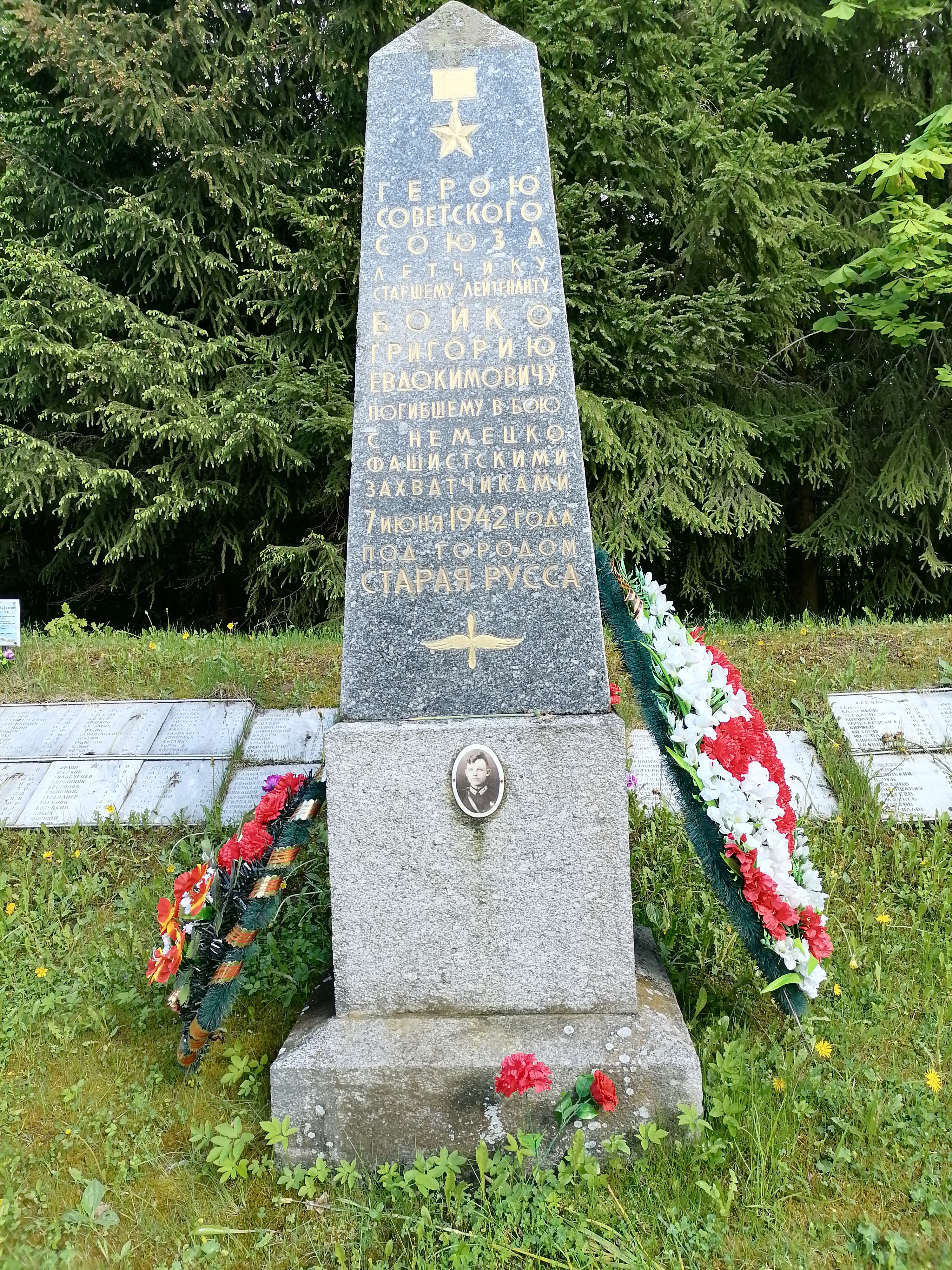
Могила Григорій Бойко

Похований на Симонівському кладовищі в місті Старая Русса Новгородської області .

## Нагороди
- Указом Президії Верховної Ради СРСР від 21 липня 1942 за «зразкове виконання бойових завдань командування на фронті боротьби з німецько-фашистськими загарбниками і проявлені при цьому мужність і героїзм» старший лейтенант Григорій Бойко посмертно був удостоєний високого звання Героя Радянського Союзу[2].
- Також був нагороджений орденом Леніна і двома орденами Червоного Прапора.

## Пам'ять
- У місті Горлівка встановлений бюст Бойко[1] .